# 演芸スターショー
『演芸スターショー』（えんげいスターショー）は、1967年1月16日から同年3月27日までNET（現・テレビ朝日）系列局で放送されていたNETテレビ製作の演芸番組である。放送時間は毎週月曜 19:30 - 20:26 （日本標準時）。
各回のゲストコメディアンが持ち芸を披露していたワンマンショー形式の番組で、ゲスト自身が進行役を務めていた。

## 出演者
1. 獅子てんや・瀬戸わんや
2. 牧伸二
3. 小野栄一
4. 晴乃チック・タック
5. ザ・ドリフターズ
6. 三遊亭歌奴（後の三遊亭圓歌）
7. 東京ぼん太
8. コロムビア・トップ・ライト
9. 三橋美智也
10. ドンキー・カルテット
11. 青空千夜・一夜